# Segundo periodo intermedio de Egipto

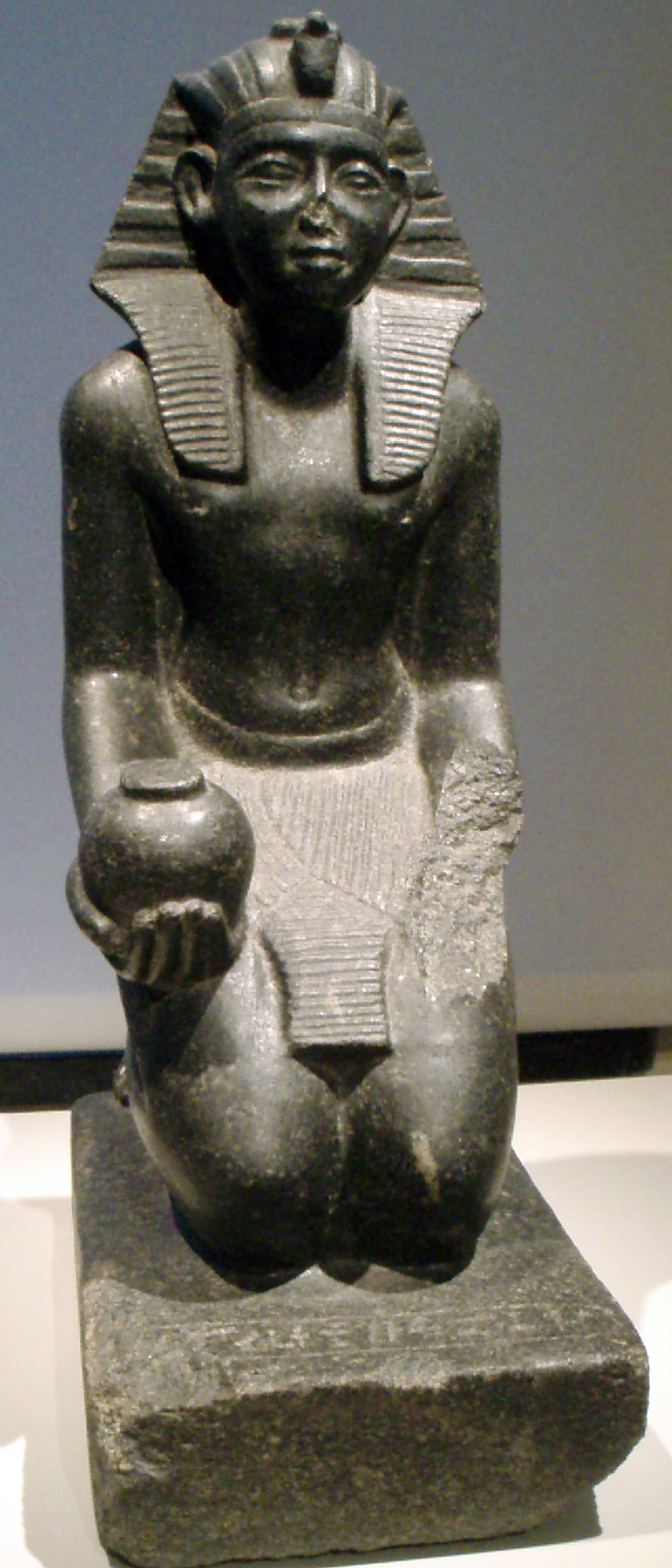
Sebek-hotep V
Altes Museum de Berlín.

El Segundo período intermedio del Antiguo Egipto (ca. 1640 a. C. a 1550 a. C.) transcurre entre el Imperio Medio y el Imperio Nuevo. Comprende las dinastías XIII, XIV, XV, XVI y parte de la dinastía XVII, parcialmente coetáneas. Fue una época en que el poder no estuvo bajo un solo faraón y se caracteriza porque hicieron su aparición en Egipto los hicsos, cuyos reyes integran las dinastías XV y XVI. 
La dinastía XII egipcia acabó alrededor de 1800 a. C., y le siguió la dinastía XIII, de dirigentes poco influyentes. Gobernando desde Ity-tauy, situada cerca de Menfis y el El-Lisht, al sur del delta de Nilo, la dinastía XIII se mostró incapaz de dominar la extensa tierra de Egipto, y los gobernantes de la región de Xois, localizada en los pantanos del delta occidental, se independizaron de la autoridad central para constituir la dinastía XIV. La fragmentación del poder se aceleró después del reinado del rey Neferhotep I, de la dinastía XIII. 

## Llegada de pueblos extranjeros

Antiguo Egipto, el Imperio Medio y los hicsos.

Desde la dinastía XII se evidencian oleadas de pueblos nómadas de la periferia, especialmente libios y asiáticos. Anteriormente algunos libios habían sido aceptados en el territorio egipcio para realizar trabajos de agricultura o minería. Estos pueblos, debido a los cambios climáticos y a la inestabilidad política egipcia, se adentraron en el valle del Nilo para aprovechar su fertilidad. Otros, debido a las guerras civiles entre los nomos, se alistaron como mercenarios auxiliares del ejército.

## Los hicsos
Los pueblos que entraron en el territorio Egipcio son llamados "hicsos" y su periodo de dominio sobre el delta es dividido en el de "los grandes hicsos" (que lograron mantener su hegemonía sobre los nomos más poderosos) y el de los "pequeños hicsos" (que perdieron poder frente a Hieracómpolis para caer finalmente frente a Tebas, que se erigió victoriosa en la lucha Tebas-Hieracómpolis)
Durante el reinado de Sebekhotep IV los hicsos hicieron su primera aparición, y alrededor de 1720 a. C. tomaron el control del territorio de Avaris (el moderno Tell ed-Daba-Jatana), a pocos kilómetros de Qantir. Un resumen de la tradición popular de la "invasión" de la tierra por los hicsos se preservó en la Aegyptiaca de Manetón, un sacerdote egipcio que escribió en tiempos de Ptolomeo II. Manetón relató que durante el reinado de Tutimeos (identificado posiblemente con Dedumes, de la dinastía XIII) los hicsos invadieron Egipto, dirigidos por Salitis, el fundador de la dinastía XV. A esta dinastía le sucedió un grupo de príncipes hicsos y caciques, que gobernaron en el Delta oriental mediante vasallos egipcios locales, que son conocidos fundamentalmente por los escarabeos inscritos con sus nombres, llamada la dinastía XVI por Manetón. 
Los reyes posteriores a la dinastía XIII parecen ser sólo monarcas efímeros bajo el control de un poderoso grupo de visires, y se ha sugerido que la realeza en este período evidentemente no pudo haber sido hereditaria sino adquirida por nombramiento. Un monarca tardío de la dinastía, Uahibra Ibiau, pudo haber sido un visir anterior. Al principio del reinado de Sebekhotep IV, el poder de esta dinastía, ya muy débil, declinó. El rey posterior Merneferra Ay (que gobernó c. 1700 a. C.) parece haber sido un simple vasallo de los príncipes hicsos; sus sucesores mantuvieron su cargo hasta ca. 1633 a. C. 
En la época en que Menfis cayó bajo dominio hicso, los egipcios que gobernaban en Tebas declararon la independencia respecto de la dinastía afincada en Ity-tauy, y Manetón les denominó la dinastía XVII. Esta dinastía debía representar la "salvación de Egipto" y dirigir finalmente la "guerra de liberación" contra los hicsos. Los dos últimos reyes de esta dinastía fueron Seqenenra Taa y el "valeroso" Kamose, a quien la tradición atribuyó la derrota final de los gobernantes hicsos. Con la siguiente dinastía XVIII comienza el Imperio Nuevo.

## Gobernantes del Segundo período intermedio
Existe un desacuerdo en la investigación sobre qué dinastías deberían asignarse al Reino Medio y cuáles al Segundo Período Intermedio. La tendencia general es decir que el Reino Medio como un período de unidad política mientras el país era gobernado por un solo rey. Por lo tanto, la investigación más reciente trata la Dinastía XIII temprana como parte del Reino Medio, porque generalmente se cree que los reyes todavía dominaban todo el país, hasta cierto punto a mediados de la Decimotercera Dinastía. Sin embargo, Ryholt propuso en 1997 que el país ya estaba dividido al final de la Duodécima Dinastía. Por lo tanto, la Decimotercera Dinastía pertenece al Segundo Período Intermedio. Sus ideas no son generalmente aceptadas.

## Cronología del segundo periodo intermedio
Los egiptólogos encuentran gran dificultad para situar cronológica e históricamente este periodo. 
Cronología estimada por los siguientes egiptólogos: 
- Primer faraón: Sejemra Jutauy c. de 1760 a. C.
- Ugaf
  - 1786-1783 (Redford)
  - 1766-1764 (Ryholt)
  - 1759-1757 (Franke)

- Último faraón: Kamose
  - 1571-1569 (Redford)
  - 1554-1549 (Murnane, Ryholt)
  - 1553-1549 (Dodson)
  - 1545-1539/30 (Franke)

- Véase: Cronología del Antiguo Egipto

### Cronograma
Este cuadro debe tomarse sólo como referencia general orientativa.
| Xois                     | Avaris                | Bajo Egipto            | Egipto Medio            | Alto Egipto              | Baja Nubia       |
| ------------------------ | --------------------- | ---------------------- | ----------------------- | ------------------------ | ---------------- |
|                          |                       |                        | Dinastía XIII de Egipto |                          |                  |
| Dinastía XIV de Egipto   |                       |                        |                         |                          |                  |
|                          | Dinastía XV de Egipto |                        |                         |                          |                  |
| Dominación de los Hicsos |                       | Dinastía XVI de Egipto |                         | Dominación de los Hicsos |                  |
|                          |                       |                        |                         |                          | Dinastía Kushita |
|                          |                       |                        |                         | Dinastía XVII de Egipto  |                  |
|                          |                       |                        |                         |                          |                  |
|                          |                       |                        |                         |                          |                  |
|                          |                       |                        |                         |                          |                  |

## Listado de reyes en el Segundo Período Intermedio
A continuación se muestran los reyes del Segundo Período Intermedio, desde la XIII Dinastía hasta la XVII Dinastía.

### XIII Dinastía
1. Jutauyra
2. Amenemhat Sonbef
3. Sebekhotep II
4. Amenemhat V
5. Sehetepibre
6. Iufni
7. Amenemhat VI
8. Semenkara
9. Sehetepibra
10. Suadyekara
11. Nedyemibra
12. Kakaura Ibi
13. Ameny Qemau
14. Khuioqre
15. Sebekhotep I
16. Renseneb
17. Hor I
18. Amenemhat VII
19. Sebekhotep II
20. Khendjer Weserkare
21. Imiramesha
22. Intef IV
23. Nerikare
24. Hotepkare
25. Set I
26. 'Eoqen
27. Sebekhotep III
28. Neferhotep I
29. Sahathor
30. Sebekhotep IV
31. Sebekhotep V
32. Ibiau
33. Merneferra
34. Sebekhotep VI
35. Suadyetu
36. Hor II
37. Sebekhotep VII
38. Cuatro nombres perdidos en el Canon Real de Turín
39. Senusret IV
40. Metuhotep V
41. Monthemsaf Djedankhre
42. Dedumes
43. Dedumes II
44. Sonebmiyu
45. Dos nombres perdidos
46. Sobkhotep Sekhemre-sewosertawy
47. Seqenenra Taa
48. Mershepsesre Ini
49. Merjeperra
50. Merkara
51. Wosermonth
52. Tres nombres perdidos
53. Snaaib Menkhewtawy
54. Upuautemsaf

### XIV Dinastía
1. Nehesy
2. Jatyra
3. Nebfautra
4. Sehebra
5. Mer [...] ra
6. Seuadykara
7. Neb [...] ra
8. Uebenra
9. Ilegible
10. ...ra
11. ...uebenra
12. Autibra
13. Heribra
14. Nebsenra
15. ...ra
16. Sejeperenra
17. Dyedjerura
18. Seanjibra
19. Nefertemra
20. Sejem...ra
21. Kakemura
22. Neferibra
23. I...ra
24. Ja...ra
25. Aakara
26. Semen...ra
27. Dyed...ra
28. ...ka...ra
29. Perdido
30. Ilegible
31. Ilegible
32. Perdido
33. Ilegible
34. Ilegible
35. Senefer...ra
36. Men...ra
37. Dyed...
38. Ilegible
39. Perdido
40. Ilegible
41. Ilegible
42. Inek...
43. Ineb...
44. Ip...
45. Hab
46. ...Sa...
47. Hepu
48. Shemsu
49. Meni...
50. Uerka...
51. Perdido
52. Ilegible
53. ...ka
54. ...ka
55. ...Iren
56. ...ren Hepu
57. ...ka Nebnanati
58. [...]ka Bebenem
59. Ilegible
60. I...
61. Seth
62. Sunu...
63. Hor...
64. Perdido
65. Ilegible
66. Nib...
67. Mer? en?...
68. Penensetensetep
69. Jeretheb Shepedu
70. ju...hemet
71. Perdido
72. Anetyerira
73. Inai

### XV Dinastía
1. Salitis
2. Bon
3. Apacnan
4. Jyan
5. Apofis I
6. Apofis II
7. Jamudy

### XVI Dinastía
1. No se conocen datos del primer rey de esta dinastía[3]
2. Dyehuti
3. Sebekhotep VIII
4. Neferhotep III
5. Montuhotepi
6. Neferhotep III
7. Montuhotepi
8. Nebirau I
9. Nebirau II
10. Semenenra
11. Seuserenra
12. Sejemra Seduaset

### XVII Dinastía
1. Nubjeperra Intef
2. Rahotep
3. Sobekemsaf I
4. Dyehuti
5. Montuhotepi
6. Nebirau I
7. Nebirau II
8. Semenenra
9. Seuserenra
10. Sobekemsaf II
11. Intef VI
12. Intef VII
13. Senajtenra Ahmose
14. Seqenenra Taa
15. Kamose

## El Segundo periodo intermedio en la cultura popular
- La novela de aventuras Río Sagrado (1994) escrita por Wilbur Smith está ambientada en esta época, así como la miniserie de televisión basada en dicho libro y titulada El Séptimo Sello de la Pirámide (1999).